# کیک پاپ
کیک پاپ (به انگلیسی: Cake pop)، نوعی کیک کوچک است که بر سر چوب آبنبات نصب می‌شود. کیک پاپ از مخلوط کردن خرده‌های کیک و یخ‌چینه یا شکلات تشکیل می‌شود. شکل ظاهری آن شبیه کیک توپی با پوشش شکلات یا یخ‌چینه است و معمولاً روی این پوشش به اشکال گوناگون تزیین می‌شود.